# Không kích Datta Khel
Không kích Datta Khel là một vụ không kích của quân đội Hoa Kỳ trong ngày 17 tháng 3 năm 2011 ở Datta Khel, Bắc Waziristan đã giết chết 38 người và dấy lên sự chỉ trích lan rộng ở Pakistan. Vụ không kích là một phần trong các chiến dịch không kích bằng máy bay không người lái ở Pakistan của quân đội Hoa Kỳ. Nó diễn ra chỉ hai ngày sau blood money was paid for the release of U.S. CIA operative Raymond Allen Davis, signaling a resumption of U.S. activity after a several week hiatus while Davis' pardon on murder charges was being negotiated.